# Acuario de Natal
El Acuario de Natal (en portugués: Aquário Natal) es el mayor acuario de la Región nordeste (Região Nordeste) y un centro de tratamiento de animales, siendo también el único de la región con pingüinos. Está localizado en la Playa de Redinha Nova (Praia da Redinha Nova) en el municipio de Extremoz en el estado de Río Grande del Norte en el país sudamericano de Brasil.
La principal atracción es el "tanque de contacto con tiburones" donde los visitantes tienen la oportunidad de acercarse a esos animales. Los visitantes además pueden fotografiar y filmar.
Fue inaugurado en el año 1999 y también sirve de apoyo al proyecto Tamar (Projeto Tamar).